# Baronía de la Vega de Rubianes
La barónia de la Vega de Rubianes es un título nobiliario español concedido el 12 de noviembre de 1855 por la reina Isabel II, en favor de Luis María de Unquera y Antayo, IV marqués de Vista Alegre.
La denominación se refiere a la Vega de Rubianes en el concejo de Piloña, en el Principado de Asturias.

## Barones de la Vega de Rubianes
|                          | Titular                                     | Periodo                  |
| Creación por Fernando VI | Creación por Fernando VI                    | Creación por Fernando VI |
| ------------------------ | ------------------------------------------- | ------------------------ |
| I                        | Luis María de Unquera y Antayo              | 1855-1893                |
| II                       | María de la Presentación de Tineo y Unquera | 1894-1913                |
| III                      | Julio Piernas y de Tineo                    | 1914-1952                |
| IV                       | María del Pilar García-Briz y Piernas       | 1954-1973                |
| V                        | José Fernando de Echevarría y García-Briz   | 1973-2017                |
| VI                       | Ana Isabel de Echevarría Carreres           | 2017-hoy                 |

## Historia de los barones de la Vega de Rubianes
- Luis María de Unquera y Antayo (1831-1893), I barón de la Vega de Rubianes[1] y IV marqués de Vista Alegre. En 16 de abril de 1894 sucedió su sobrina:

- María de la Presentación de Tineo y Unquera (21 de noviembre de 1852-6 de noviembre de 1913),[2] II baronesa de la Vega de Rubianes y V marquesa de Vista Alegre,[2] hija de los marqueses de Casa Tremañes.[3]

Casó el 29 de julio de 1878, en Oviedo, con José Manuel Piernas Hurtado (1843-1911), catedrático de Economía Política en Oviedo y Zaragoza, decano de la facultad de Derecho de Madrid, profesor universitario y autor de varias obras. El 28 de marzo de 1914 sucedió su hijo:
- Julio Piernas y de Tineo (1879/80-Llanes, 6 de octubre de 1952),[2] III barón de la Vega de Rubianes y VI marqués de Vista Alegre.[1]

Casó con Amalia de Saro y Bernáldo de Quirós (1887-1966). El 11 de junio de 1954 sucedió su sobrina, hija de Manuel García-Briz y Molano y de Emilia Piernas y Tineo.
- María del Pilar García-Briz y Piernas (m. 2004), IV baronesa de la Vega de Rubianes,[1] VIII marquesa de Vista Alegre y IV condesa de Baynoa desde 1958.

Casó con José de Echevarría y Normand, hijo único de Juan de Echevarría Zuricalday y de Enriqueta Normand Böer. El 23 de julio de 1973, por cesión, sucedió su hijo:
- José Fernando de Echevarría y García-Briz, V barón de la Vega de Rubianes,[1] IX marqués de Vista Alegre y V conde de Baynoa.

Casado con María Isabel Carreres de Lambea. En 25 de mayo de 2017 por cesión, sucedió su hija:
- Ana Isabel de Echevarría Carreres, VI baronesa de la Vega de Rubianes.[7][1]